# Dominique Bastien
Pas d'image ? Cliquez ici
Dominique Bastien, né le 25 novembre 1945 à Roubaix en France, est un ancien entrepreneur et un pilote automobile. Après avoir émigré avec ses parents de France aux États-Unis dans les années 1960, Il a été naturalisé américain le 13 juin 1986.
Il a participé ou participe actuellement, aux mains de voitures de Grand tourisme à des championnats tels que le Championnat du monde d'endurance, les 24H Series ainsi que les 24 Heures du Mans,,.

## Carrière professionnelle
En 1991, Dominique Bastien avait fonde l'entreprise Specialty Brands of America, une entreprise spécialisée dans le monde de l'alimentaire alimentaire vendant des spécialités américaines. En 2014, il a vendu  son entreprise à B&G Foods pour la somme de 155 millions de dollars.

## Palmarès

### Résultats aux24 Heures du Mans
| Année | Écurie                | Copilotes                               | Voiture            | Classe   | Tours | Pos.  | Class Pos. |
| ----- | --------------------- | --------------------------------------- | ------------------ | -------- | ----- | ----- | ---------- |
| 2020  | Dempsey-Proton Racing | Thomas Preining Adrien de Leener (de)   | Porsche 911 RSR    | LMGTE Am | 238   | N. c. | N. c.      |
| 2021  | Dempsey-Proton Racing | Julien Andlauer Lance David Arnold (en) | Porsche 911 RSR-19 | LMGTE Am | 327   | 42e   | 13e        |

### Résultats enChampionnat du monde d'endurance
| Année | Écurie                | Châssis            | Moteur                    | Classe   | 1   | 2     | 3   | 4     | 5   | 6   | Position | Points |
| ----- | --------------------- | ------------------ | ------------------------- | -------- | --- | ----- | --- | ----- | --- | --- | -------- | ------ |
| 2021  | Dempsey-Proton Racing | Porsche 911 RSR-19 | Porsche 4,0 L Flat-6 Atmo | LMGTE Am | SPA | POR 9 | MNZ | LMS 8 | BHR | BHR | 21e      | 12     |